# Gryka e Këlcyrës
Gryka e Këlcyrës – wąwóz rzeczny na rzece Wjosa w południowej Albanii, w pobliżu miasta Këlcyra. Miejsce bitwy w czasie wojny grecko-włoskiej z lat 1940–1941, znanej jako zdobycie Przesmyku Klisurskiego.